# Crab Cavity

Einsatz von Crab Cavities in Teilchenbeschleunigern zur Rotation der umlaufenden Teilchenpakete vor dem Kollisionspunkt. So wird eine bessere Durchdringung und damit eine höhere Rate an Teilchenkollisionen erreicht.

Crab Cavities (engl. crab ‚Krabbe‘ und cavity ‚Hohlraum‘) sind spezielle Hohlraumresonatoren, die in Teilchenbeschleunigern eingesetzt werden können, um die Luminosität und damit die Rate an Teilchenkollisionen zu erhöhen.
In Synchrotrons und hochenergetischen Linearbeschleunigern werden die Teilchen nicht als kontinuierlicher Strahl beschleunigt, sondern in einzelnen Paketen („Bunches“). Diese Pakete sind sehr langgezogen und dünn. Bei Kollisionspunkten in Teilchendetektoren müssen sich die Strahlen technisch bedingt unter einem kleinen Winkel kreuzen, anstatt sich frontal zu treffen, daher durchdringen sich die Teilchenpakete nicht vollständig. Crab Cavities haben ein schnell oszillierendes elektromagnetisches Feld, das den vorderen Teil der Teilchen in eine andere Richtung ablenkt als den hinteren Teil. Dadurch können die Teilchenpakete etwas gedreht werden, sodass sie sich am Kollisionspunkt vollständig durchdringen.
Crab Cavities wurden am Beschleuniger KEKB genutzt und werden in seinen Nachfolger SuperKEKB eingebaut. Ihr Einsatz ist außerdem am Large Hadron Collider und International Linear Collider geplant.